# Microbuthus litoralis
Espèce
Synonymes
- Butheolus litoralis Pavesi, 1885
- Microbuthus pusillus Kraepelin, 1898

Microbuthus litoralis est une espèce de scorpions de la famille des Buthidae.

## Distribution
Cette espèce se rencontre en Érythrée, à Djibouti et au Yémen.

## Description
Le tronc de l'holotype mesure 6 mm et la queue 10 mm.
La femelle néotype mesure 17,4 mm.

## Systématique et taxinomie
Cette espèce a été décrite sous le protonyme Butheolus litoralis par Pavesi en 1885. Elle est placée dans le genre Microbuthus par Birula en 1905.
Microbuthus pusillus a été placée en synonymie par Lourenço en 2011.

## Publication originale
- Pavesi, 1885 : « Aracnidi raccolti dal Conte Bouturlin ad Assab e Massaua. » Bollettino della Società Entomologica Italiana, vol. 17, p. 197-200 (texte intégral).